# Siegfried Grabner
Siegfried Josef Grabner (ur. 4 lutego 1975 w Feldkirchen) – austriacki snowboardzista, brązowy medalista olimpijski, dwukrotny medalista mistrzostw świata i zdobywcza Pucharu Świata.

## Kariera
W Pucharze Świata zadebiutował 29 listopada 1997 roku w Sölden, gdzie zajął siódme miejsce w gigancie. Tym samym już w swoim debiucie wywalczył pierwsze pucharowe punkty. Na podium zawodów pucharowych po raz pierwszy stanął 10 grudnia 2001 roku w Whistler, kończąc rywalizację w gigancie równoległym (PGS) na trzeciej pozycji. W zawodach tych wyprzedzili go tylko Dejan Košir ze Słowenii oraz Kanadyjczyk Jasey-Jay Anderson. Łącznie 34 razy stawał na podium zawodów PŚ, odnosząc przy tym czternaście zwycięstw (osiem w gigancie równoległym i sześć w slalomie równoległym). Najlepsze wyniki osiągnął w sezonach sezonie 2008/2009, kiedy to triumfował w klasyfikacji generalnej oraz klasyfikacji PAR. Był też drugi w tych klasyfikacjach w sezonie 2006/2007. Ponadto w sezonie 2003/2004 zdobył także Małą Kryształową Kulę w klasyfikacji PAR, rok później zajął w niej trzecie miejsce, a w sezonie 2001/2002 był trzeci w klasyfikacji PGS.
Największy sukces w karierze osiągnął w 2003 roku, kiedy na mistrzostwach świata w Kreischbergu zdobył złoty medal w slalomie równoległym (PSL). Wyprzedził tam Francuza Mathieu Bozzetto i Simona Schocha ze Szwajcarii. Na rozgrywanych dwa lata później mistrzostwach świata w Whistler był trzeci w tej konkurencji, ulegając tylko Andersonowi i Nicolasowi Huetowi z Francji. Był też między innymi czwarty w gigancie równoległym podczas mistrzostw świata w Arosie w 2007 roku. Walkę o podium przegrał tam ze Szwajcarem Heinzem Innigerem. W 1998 roku wystartował na igrzyskach olimpijskich w Nagano, gdzie zajął 23. miejsce w gigancie. Cztery lata później, podczas igrzysk w Salt Lake City, był siódmy w gigancie równoległym. Najlepszy wynik osiągnął na igrzyskach olimpijskich w Turynie w 2006 roku, zdobywając brązowy medal w PGS. Przegrał tam tylko z Simonem Schochem i jego bratem, Philippem. Brał też udział w igrzyskach w Vancouver w 2010 roku, ale nie ukończył rywalizacji.
W 2014 roku zakończył karierę.

## Osiągnięcia

### Igrzyska olimpijskie
| Miejsce | Dzień     | Rok  | Miejscowość    | Konkurencja       | Zwycięzca          |
| ------- | --------- | ---- | -------------- | ----------------- | ------------------ |
| DNF     | 8 lutego  | 1998 | Nagano         | Gigant            | Ross Rebagliati    |
| 7.      | 15 lutego | 2002 | Salt Lake City | Gigant równoległy | Philipp Schoch     |
| 3.      | 22 lutego | 2006 | Turyn          | Gigant równoległy | Philipp Schoch     |
| DNF     | 27 lutego | 2010 | Vancouver      | Gigant równoległy | Jasey-Jay Anderson |

### Mistrzostwa świata
| Miejsce | Dzień       | Rok  | Miejscowość | Konkurencja       | Zwycięzca          |
| ------- | ----------- | ---- | ----------- | ----------------- | ------------------ |
| 5.      | 13 stycznia | 2003 | Kreischberg | Gigant równoległy | Dejan Košir        |
| 1.      | 14 stycznia | 2003 | Kreischberg | Slalom równoległy | -                  |
| 6.      | 18 stycznia | 2005 | Whistler    | Gigant równoległy | Jasey-Jay Anderson |
| 3.      | 19 stycznia | 2005 | Whistler    | Slalom równoległy | Jasey-Jay Anderson |
| 4.      | 16 stycznia | 2007 | Arosa       | Gigant równoległy | Rok Flander        |
| 13.     | 17 stycznia | 2007 | Arosa       | Slalom równoległy | Simon Schoch       |
| 5.      | 20 stycznia | 2009 | Gangwon     | Gigant równoległy | Jasey-Jay Anderson |
| 11.     | 21 stycznia | 2009 | Gangwon     | Slalom równoległy | Benjamin Karl      |
| 21.     | 22 stycznia | 2011 | La Molina   | Slalom równoległy | Benjamin Karl      |
| 27.     | 27 stycznia | 2013 | Stoneham    | Slalom równoległy | Rok Marguč         |

### Puchar Świata

#### Miejsca w klasyfikacji generalnej
- sezon 1997/1998: 83.
- sezon 2000/2001: -
- sezon 2001/2002: -
- sezon 2002/2003: -
- sezon 2003/2004: -
- sezon 2004/2005: -
- sezon 2005/2006: 8.
- sezon 2006/2007: 2.
- sezon 2007/2008: 16.
- sezon 2008/2009: 1.
- sezon 2009/2010: 115.
  - PAR[2]
- sezon 2010/2011: 15.
- sezon 2011/2012: 5.
- sezon 2012/2013: 15.
- sezon 2012/2013: 21.

#### Zwycięstwa w zawodach
1. Bardonecchia – 20 stycznia 2002 (gigant równoległy)
2. Kreischberg – 24 stycznia 2002 (gigant równoległy)
3. Sölden – 19 października 2003 (slalom równoległy)
4. Whistler – 12 grudnia 2003 (gigant równoległy)
5. Maribor – 3 lutego 2004 (gigant równoległy)
6. Bardonecchia – 14 marca 2004 (gigant równoległy)
7. Petersburg – 7 stycznia 2005 (slalom równoległy)
8. Sapporo – 18 lutego 2005 (gigant równoległy)
9. Landgraaf – 7 października 2005 (slalom równoległy)
10. Landgraaf – 13 października 2006 (slalom równoległy)
11. Bad Gastein – 20 grudnia 2006 (slalom równoległy)
12. Arosa – 21 grudnia 2008 (slalom równoległy)
13. Kreischberg – 6 stycznia 2009 (gigant równoległy)
14. Sudelfeld – 28 stycznia 2012 (gigant równoległy)

#### Pozostałe miejsca na podium w zawodach
1. Whistler – 10 grudnia 2001 (gigant równoległy) – 3. miejsce
2. L’Alpe d’Huez – 11 stycznia 2002 (gigant równoległy) – 2. miejsce
3. Tandådalen – 6 grudnia 2002 (gigant równoległy) – 2. miejsce
4. Maribor – 8 lutego 2003 (gigant równoległy) – 2. miejsce
5. Maribor – 9 lutego 2003 (slalom równoległy) – 2. miejsce
6. Sölden – 18 października 2003 (gigant równoległy) – 2. miejsce
7. Landgraaf – 26 października 2003 (slalom równoległy) – 3. miejsce
8. L’Alpe d’Huez – 11 stycznia 2004 (gigant równoległy) – 2. miejsce
9. Sapporo – 19 lutego 2005 (slalom równoległy) – 2. miejsce
10. Lake Placid – 3 marca 2005 (gigant równoległy) – 3. miejsce
11. Kreischberg – 8 stycznia 2006 (gigant równoległy) – 3. miejsce
12. San Vigilio di Marebbe – 13 grudnia 2006 (gigant równoległy) – 2. miejsce
13. Stoneham – 16 marca 2007 (gigant równoległy) – 2. miejsce
14. Landgraaf – 12 października 2007 (slalom równoległy) – 2. miejsce
15. Stoneham – 22 lutego 2009 (gigant równoległy) – 2. miejsce
16. Sunday River – 26 lutego 2009 (gigant równoległy) – 2. miejsce
17. Valmalenco – 22 marca 2009 (gigant równoległy) – 3. miejsce
18. Yongpyong – 9 lutego 2011 (gigant równoległy) – 2. miejsce
19. Carezza – 22 grudnia 2011 (slalom równoległy) – 3. miejsce
20. La Molina – 16 marca 2013 (gigant równoległy) – 2. miejsce

- W sumie (14 zwycięstw, 14 drugich i 6 trzecich miejsc).